# Little League Baseball

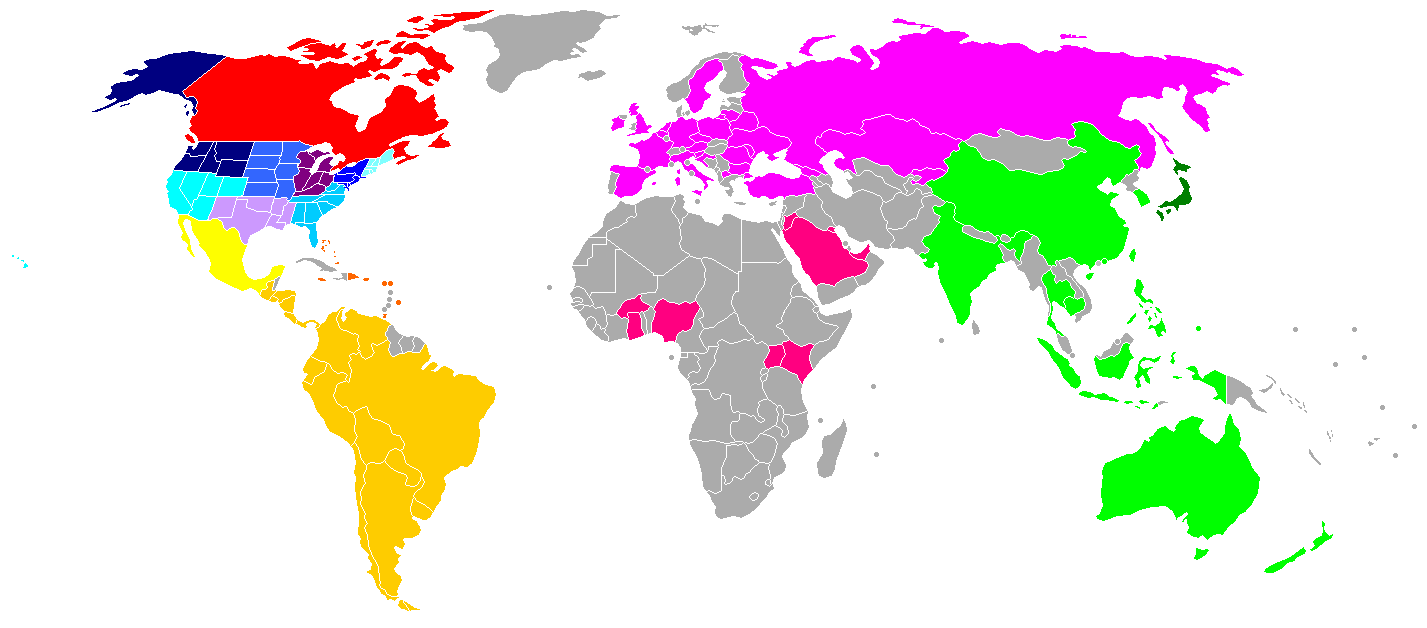
Zone coperte par organizzazione

La Little League Baseball and Softball (ufficialmente, Little League Baseball, Incorporated) è un'organizzazione non a scopo di lucro americana che organizza tornei giovanili di baseball e softball per i bambini e i ragazzi dai 5 ai 18 anni negli Stati Uniti e nel mondo. Fondata da Carl Stotz nel 1939 a Williamsport, la Little League divenne internazionale nel 1957. Raggruppa 2,6 milioni di giocatori in più di 100 paesi. Il concorso presente in questa organizzazione è la Little League World Series, che esiste in diverse versioni, a seconda delle categorie di età o discipline (baseball o softball).